# Spring Rock Township
Die Spring Rock Township ist eine von 18 Townships im Clinton County im Osten des US-amerikanischen Bundesstaates Iowa.

## Geografie
Die Spring Rock Township liegt im Osten von Iowa und wird in Nord-Süd-Richtung vom Wapsipinicon River durchflossen, einem rechten Nebenfluss des rund 55 km östlich gelegenen Mississippi, der die Grenze zu Illinois bildet. Die Grenze zu Wisconsin befindet sich rund 90 km nördlich.
Die Spring Rock Township liegt auf 41°49′00″ nördlicher Breite und 90°51′06″ westlicher Länge und erstreckt sich über 93,9 km². 
Die Spring Rock Township liegt im äußersten Südwesten des Clinton County und grenzt im Westen an das Cedar sowie im Süden das Scott County. Innerhalb des Clinton County grenzt die Spring Rock Township im Norden an die Liberty Township, im Nordosten an die Grant Township und im Osten an die Olive Township.

## Verkehr
Durch die Olive Township verläuft in west-östlicher Richtung der U.S. Highway 30. Alle weiteren Straßen sind County Roads sowie weiter untergeordnete und zum Teil unbefestigte Fahrwege.
Parallel zum Highway 30 verläuft eine Eisenbahnlinie der Union Pacific Railroad.
Der nächstgelegene Flugplatz ist der rund 35 km südöstlich der Township gelegene Davenport Municipal Airport; der nächstgelegene größere Flughafen ist der rund 60 km südöstlich gelegene Quad City International Airport.

## Bevölkerung
Bei der Volkszählung im Jahr 2010 hatte die Township 1182 Einwohner. Neben Streubesiedlung existiert in der Olive Township mit Wheatland eine selbstständige Kommune (mit dem Status „City“).